# Condado de Banks
El condado de Banks (en inglés: Banks County) es un condado en el estado estadounidense de Georgia. En el censo de 2000 el condado tenía una población de 14 422 habitantes. La sede de condado es Homer. El condado fue creado el 1 de febrero de 1859 a partir de porciones de los condados de Franklin y Habersham. Fue nombrado en honor a Richard E. Banks, un médico de Gainesville (Georgia).

## Geografía
Según la Oficina del Censo, el condado tiene un área total de 606 km² (234 sq mi), de la cual 605 km² (233,6 sq mi) es tierra y 1 km² (0,6 sq mi) (0,09%) es agua.

### Condados adyacentes
- Condado de Habersham (norte)
- Condado de Stephens (noreste)
- Condado de Franklin (este)
- Condado de Madison (sureste)
- Condado de Jackson (sur)
- Condado de Hall (oeste)

### Áreas protegidas nacionales
- Chattahoochee-Oconee National Forest

## Autopistas importantes
- Interestatal 85
- U.S. Route 441
- Ruta Estatal de Georgia 15
- Ruta Estatal de Georgia 51
- Ruta Estatal de Georgia 52
- Ruta Estatal de Georgia 59
- Ruta Estatal de Georgia 63
- Ruta Estatal de Georgia 98
- Ruta Estatal de Georgia 105
- Ruta Estatal de Georgia 164
- Ruta Estatal de Georgia 184
- Ruta Estatal de Georgia 198
- Ruta Estatal de Georgia 323
- Ruta Estatal de Georgia 326

## Demografía
En el  censo de 2000, hubo 14 422 personas, 5364 hogares, y 4162 familias residiendo en el condado. La densidad poblacional era de 62 personas por milla cuadrada (24/km²). En el 2000 había 5808 unidades unifamiliares en una densidad de 25 por milla cuadrada (10/km²). La demografía del condado era de 93,16% blancos, 3,22% afroamericanos, 0,30% amerindios, 0,60% asiáticos, 0,06% isleños del Pacífico, 1,96% de otras razas y 0,71% de dos o más razas. 3,42% de la población era de origen hispano o latino de cualquier raza. 
La renta promedio para un hogar del condado era de $38 523 y el ingreso promedio para una familia era de $43 136. En 2000 los hombres tenían un ingreso per cápita de $29 986 versus $21 698 para las mujeres. La renta per cápita para el condado era de $17 424 y el 12,50% de la población estaba bajo el umbral de pobreza nacional.

## Ciudades y pueblos
- Alto
- Baldwin
- Gillsville
- Homer
- Lula
- Maysville